# Beameromyia graminicola
Beameromyia graminicola är en tvåvingeart som beskrevs av Ellen R. Farr 1963. Beameromyia graminicola ingår i släktet Beameromyia och familjen rovflugor.
Artens utbredningsområde är Jamaica. Inga underarter finns listade i Catalogue of Life.